# 潘石屹
潘石屹（1963年11月14日—），中國地產商人，生於甘肃省天水市。从1980年代起就一直活跃在中国地产界，1995年与夫人张欣共同创立SOHO中国。
2022年9月7日，SOHO中国在港交所公告，潘石屹已辞去董事会主席，张欣已辞去公司行政总裁（CEO）职务。
《彭博》報道，潘石屹夫妇已经成功在纽约落脚。二人在內地收緊房地產政策及市況轉弱時，已轉移大部分財產到美國紐約。

## 生平
1963年出生于甘肃天水，从中国石油管道学院毕业后分配至原国家石油部工作，1980年代后期辞职到深圳、海南创业，后到北京从事房地产开发。1995年潘石屹与妻子张欣共同创立了SOHO中国有限公司。

## 家庭
- 前妻：
  - 子潘瑞[5]，2014年与英國华威大学的同学廖婧结婚[5]，父廖维林（1963年11月—）江西省人大常委会委员，江西师范大学副校长，江西西林科技股份有限公司董事长[6]。2021年3月因在微博造谣2020年中印边境冲突中的戍边战士被“活埋”，被北京警方网上追捕[7]。
- 第二任妻子[8]
- 第三任妻子：张欣[9]。2000年代，張欣與潘石屹先後皈依巴哈伊信仰。[10][11]
  - 子潘让[9]，就读于耶鲁大学[12]。
  - 子潘少[9]，就读于哈佛大学[12]。

## 慈善事业
2005年，为了帮助其子进入哈佛大学和耶鲁大学，潘石屹与夫人张欣设立SOHO中国基金会。SOHO中国基金会向哈佛大学捐款1500万美金，向耶鲁大学捐赠1000万美元。SOHO中国基金会将继续向海外名校捐款7500万美元，向海外名校捐款累计将达1亿美元。而后其子潘少与潘让也分别顺利进入哈佛大学与耶鲁大学。
潘石屹夫妇在接受《凤凰卫视》采访时透露，他们将巨款捐赠给哈佛大学而不是中国的真实原因是为了资助中国贫困大学生，从而让这些中国留学生直接受益。